# 1677
Cette page concerne l'année 1677  du calendrier grégorien.
L'année 1677 est une année commune qui commence un vendredi.

## Événements
- 23 janvier : Roque da Costa Barreto est nommé gouverneur général du Brésil[1].
- 3 mars :  le vice-amiral d'Estrées attaque Tobago ; une flotte néerlandaise est brûlée dans le port mais les Français ne peuvent s'emparer de l'île[2].
- Mars : Shivâjî Bhonsla, allié avec Golkonda, lance un raid sur les régions de Madras et de Mysore. Il prend Gulbarga le 18 juillet et Naldurg le 13 août[3].

- 1er novembre : le vice-amiral d'Estrées s'empare de l'île de Gorée, au Sénégal, pour le compte du roi de France[4].
- 12 décembre : Jean II d'Estrées prend Tobago aux Pays-Bas ; l'amiral Binckes est tué au cours du combat[2].

### Europe
- 23 janvier : Don Juan d’Autriche (1629-1679) entre dans Madrid en compagnie de dix-huit Grands et s’empare du pouvoir en Espagne[5].
- 3 mars : 
  - après la défection de Dorochenko, l’Empire ottoman proclame Youri Khmelnitski comme hetman de l'Ukraine de la rive droite et déclare la guerre à la Russie[6].
  - ouverture de la conférence de paix de Nimègue[7].
- 17 mars : prise de Valenciennes par la France[8].

- 11 avril : bataille de la Peene, aussi appelée bataille de Cassel, Philippe de France et Luxembourg  défont Guillaume d'Orange[8].
- 18 avril : prise de Cambrai par la France[8].
- 22 avril : prise de Saint-Omer par la France[8].

- 22 mai : Louis-Guillaume devient margrave de Bade-Bade (fin en 1707)[9].
- 27 mai : traité signé à Făgăraș entre Akakia, résident français en Transylvanie et les Malcontents hongrois. Louis XIV alloue 100 000 thalers aux kurutz et envoie 2000 soldats français pour les appuyer[10].
- 31 mai-1er juin : victoire navale danoise sur la Suède à la bataille de Fehmarn[11].

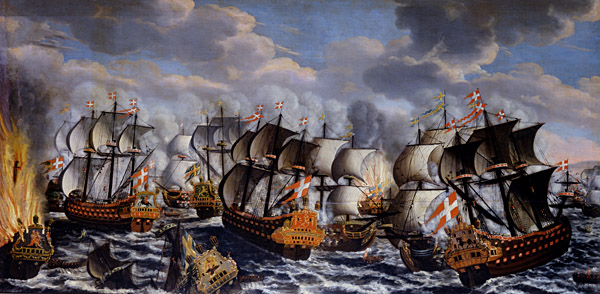
1er-2 juillet : bataille de Køge Bay

- 1er-2 juillet : défaite navale suédoise sur le Danemark à la bataille de Køge Bay, près de Copenhague[11].
- 12 juillet : victoire de la flotte française sur les Hollandais près d’Ouessant[12].

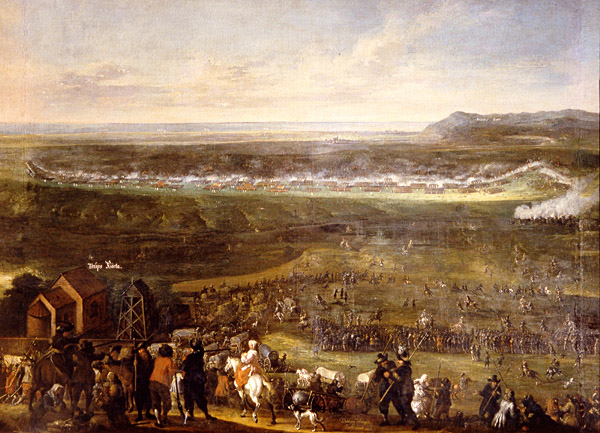
14 juillet : bataille de Landskrona, dans la guerre de Scanie

- 24 juillet : victoire suédoise sur les Danois et le Brandebourg à la bataille de Landskrona[13].

- 6-12 août : échec du siège de Charleroi par Guillaume d'Orange[8].

- 11 août : incendie de Rostock[14].

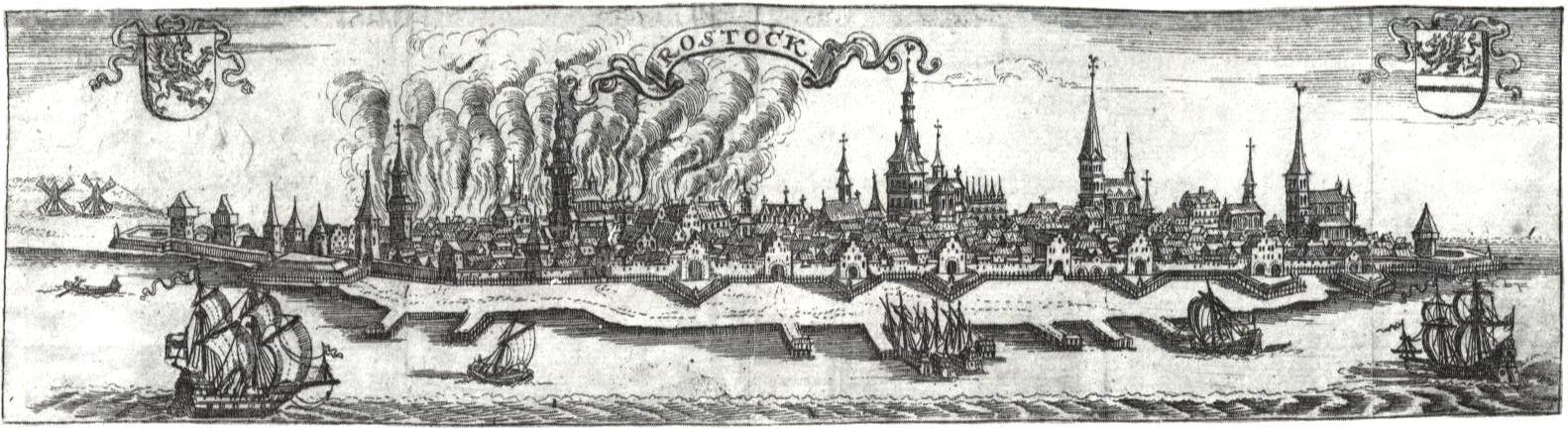
11 août : incendie de Rostock.

- 28 août : victoire danoise sur la Suède à la bataille d'Uddevalla[15].
- 7 septembre : Le général ottoman Ibrahim Pacha doit abandonner le siège de Cehrin (Tchyhyryne) et se retirer sur Bender en Bessarabie après avoir abandonné son artillerie et ses bagages[6].

- 7 octobre : victoire de Créquy sur le duc de Lorraine à la bataille de Kokersberg[16].

- 4 novembre : Guillaume III d'Orange épouse Mary, la fille du duc d'York, futur Jacques II Stuart[17].
- 16 novembre : Créqui prend Fribourg-en-Brisgau[18].

- Durant l'hiver 1677-1678, Sarah Churchill épouse John Churchill, premier duc de Marlborough[19].

## Naissances en 1677
- 1er janvier : François-Joseph de Chancel, auteur dramatique et poète français († 26 décembre 1758).
- 15 avril : Elizabeth Wardlaw, poétesse écossaise.
- 10 juin : Jean Raoux, peintre français († 10 février 1734).
- 18 juin : Antonio Maria Bononcini, violoncelliste et compositeur italien († 8 juillet 1726).
- 17 septembre : Stephen Hales, physiologiste, chimiste et inventeur anglais(† 4 janvier 1761).
- 20 octobre : Stanislas Leszczyński, roi de Pologne († 23 février 1766).
- 16 décembre : Lorenzo del Moro, peintre italien († 16 juillet 1735).
- Date précise inconnue :
  - Lucia Casalini, peintre italienne († 3 mai 1762).
  - Antonio Dardani, peintre baroque italien  († 1735).

## Décès en 1677
- 21 janvier : Christina Anna Skytte, baronne et pirate suédoise.
- 9 février : Giacomo Alboresi, peintre italien  (° 1632).
- 21 février : Baruch Spinoza, philosophe néerlandais (° 24 novembre 1632).
- 16 mars : Evaristo Baschenis, peintre baroque italien de l’école vénitienne (° 7 décembre 1617).
- 20 avril : Mathieu Le Nain, peintre français, à Paris[20] (° 1607).
- 4 mai : Isaac Barrow, mathématicien anglais (° octobre 1630).
- Mars : Cambert, musicien français (° vers 1627).
- 23 juin : Le duc Guillaume Louis de Wurtemberg (° 7 juillet 1647).
- 9 juillet : Johannes Scheffler, dit Angelus Silesius, théologien et poète allemand (° décembre 1624).
- 30 juillet : Fabian von Fersen, aristocrate et officier suédois (° 7 février 1626).
- Après le 10 août : Matthew Locke, compositeur anglais[21] (° vers 1621).
- 20 août : Pierre Petit, physicien français (Montluçon, 1594 ou 1598, Lagny-sur-Marne 1677)[22].
- 28 août : Wallerant Vaillant, peintre et graveur néerlandais (° 30 mai 1623).
- 12 septembre : Tønne Huitfeldt, général norvégien au service du Danemark (° 20 novembre 1625).
- 9 novembre : Gilbert Sheldon, Archevêque de Cantorbéry[23] (° 1598).
- Date précise inconnue :
  - Pieter Duyfhuysen, peintre néerlandais (° 1608).
  - Agostino Inveges, théologien et historien sicilien (° 1595).